# Zichy Ágost
Gróf zicsi és vázsonykői Zichy Ágost (Penzing, 1852. június 14. – Bécs, 1925. október 4.) jogász, utazó, földrajztudós, valóságos belső titkos tanácsos, főudvarmester, főrend, fiumei kormányzó, a Magyar Tudományos Akadémia levelező tagja.

## Családja
Gróf Zichy Ferenc Szerafin főtárnokmester és őrgróf Demblin Mária Klára (1814–1868) fia, Zichy József öccse. 1881. május 31-én Rappoltenkirchenben (Alsó-Ausztria) kötött házasságot gróf Wimpffen Hedvig Anasztáziával (1861–1892), gyermekeik: Mária Anasztázia (1883–1977), Anasztázia Auguszta (1891–1969), Teodóra (1886–1915).

## Élete
A gimnáziumot Nagyszombatban végezte, egyetemi tanulmányait pedig Bécsben és Budapesten, ahol 1874-ben jogi szigorlatokat tett és 1875-ben jogi doktori oklevelet nyert. Azon év novemberétől két évet utazással töltött, bátyjával, gróf Zichy József volt kereskedelmi miniszterrel bejárta a németalföldi gyarmatokat. Onnan Sziámba utazott, azután Kínába, Japánba, majd Sanghajba, Pekingbe és a Mongol sivatagon át tért haza. Ők voltak az első magyarok, akik ezt a hosszú, viszontagságos szárazföldi utat megtették. Itthon rövid ideig megpihenvén, 1878-ban Amerikába utazott, ahol hat hónapot töltött az Amerikai Egyesült Államokban, Kanadában és Kaliforniában. Utazási tapasztalatairól 1877-ben a Földrajzi társulatban tartott felolvasásokat. A Magyar Tudományos Akadémia 1880. május 20-án levelező tagjává választotta. A politikai pályára lépve 1879-ben a szempci kerület országgyűlési képviselőjévé választotta; volt közoktatásügyi előadó. 1883-ban fiumei kormányzóvá nevezték ki és így tagja lett a főrendiháznak. E méltóságot 1892-ig töltötte be. Ezután cenzus alapján volt tagja a főrendiháznak; több ízben pedig a delegációnak, amelynek tengeri albizottságában vitt előkelő szerepet. Császári és királyi kamarásként is működött, 1886-tól belső titkos tanácsosként szolgált. A Magyar Földhitelintézet felügyelőbizottságának tagja, a Stefánia szegény gyermekkórház-egyesület elnöke volt. 1911 márciusában főudvarnagynak nevezték ki, erről 1918-ban lemondott.

## Munkái
- Tanulmány a japán művészetről. 18 fametszet-ábrával. Budapest, 1879. (Értekezések a nyelv- és széptud. köréből VIII. 4. Német nyelven az Ung. Revueben és külön).
- Dominion of Canada. Budapest, 1879 (különnyomat a Budapesti Szemléből)
- A Boro-Budur Java szigetén. Székfoglaló értekezés. Budapest, 1881 (Értekezések a nyelv- és széptudom. köréből IX. r.)